# Thermae Romae
Thermae Romae (japanisch テルマエ・ロマエ) ist ein Comedy-Manga der japanischen Zeichnerin Mari Yamazaki, der von 2008 bis 2013 veröffentlicht wurde. Der Manga wurde 2012 und 2022 als Anime-Fernsehserie umgesetzt, in den Jahren 2012 und 2014 kamen auch Kinofilme heraus. Die Serie erzählt von einem römischen Bäderarchitekten, der durch die Zeit ins moderne Japan reist und sich von den japanischen Bädern inspirieren lässt. 

## Inhalt
Der römische Architekt Lucius Modestus ist der Spross einer Familie erfolgreicher Bäderarchitekten und will wie sein Vater und Großvater den Römern neue und attraktive Bäder zur Entspannung bauen. Doch er hat Probleme, neue Ideen zu entwickeln, da seine Landsleute nach immer moderneren, ungewöhnlichen Badehäusern suchen. Eines Tages wird er durch einen versteckten Tunnel unter einer Therme gezogen und taucht in einem modernen japanischen Badehaus auf. Er hält es zunächst für eine Anlage für Sklaven und entdeckt bald viele, für ihn völlig neue Utensilien und Badegewohnheiten. Als er in der Römerzeit wieder aufwacht, ist Lucius inspiriert und versucht das Gesehene nachzuahmen. Seine Landsleute sind begeistert und Lucius wird ein erfolgreicher und gefragter Architekt. Auf weiteren, stets zufälligen Zeitreisen ins moderne Japan lernt er immer neue Aspekte der japanischen Badekultur kennen, die er in seinen Projekten nachahmt.

## Veröffentlichung
Der Manga erschien von 2008 bis 2013 im Magazin Comic Beam bei Enterbrain. Der Verlag brachte die Kapitel auch gesammelt in 6 Bänden heraus. Eine englische Ausgabe wurde von Yen Press herausgegeben, eine spanische von Norma Editorial, eine portugiesische von JBC in Brasilien, eine chinesische von Kadokawa Taiwan und eine italienische von Edizioni Star Comics.

## Anime
Eine erste Umsetzung als Anime entstand 2012 bei Studio DLE unter der Regie von Azuma Tani. Die Drehbücher schrieben Azuma Tani und Mamoru Nakano, das Charakterdesign entwarf Toshimitsu Takechi. Das Vorspannlied ist Thermae Roman von Chatmonchy. Die drei Folgen mit je zwei Teilen wurden vom 12. bis 26. Januar 2012 von Fuji TV ausgestrahlt. Auf den Plattformen Wakanim und Crunchyroll wurde der Anime international mit Untertitel veröffentlicht.
Die jüngste Adaption als Anime wurde von NAZ produziert. Regie führte Tetsuya Tatamitani und das Drehbuch schrieb Yūichirō Momose. Das Charakterdesign stammt von Fumihiro Nagata, die künstlerische Leitung lag bei Masakazu Miyake. Für den Ton war Ryō Tanaka verantwortlich und die Kameraführung lag bei Toshikazu Kuno. Produzent war Yasuo Suda und die Musik komponierte Ryo Kawasaki. Der Anime mit 11 je 28 Minuten langen Folgen wurde ab dem 28. März 2022 auf Netflix veröffentlicht. Die Episoden schließen jeweils mit einem Bericht über den Besuch der Mangaka Mari Yamazaki in einem japanischen Bad und Aspekte der Badekultur.

### Synchronsprecher
| Rolle              | Japanische Sprecher (2012) (Seiyū) | Japanische Sprecher (2022) |
| ------------------ | ---------------------------------- | -------------------------- |
| Lucius Modestus    | Frogman                            | Kenjiro Tsuda              |
| Marcus Pietras     | Hiroki Tōchi                       | Chikahiro Kobayashi        |
| Hadrianus          | Akio Ōtsuka                        | Tsutomu Isobe              |
| Lepidus            | Hiroshi Shirokuma                  | -                          |
| Livia              | -                                  | Sanae Kobayashi            |
| Marcus Anius Verus | -                                  | Junya Enoki                |

### Episodenliste

#### Serie 2012
| Nr. (ges.) | Nr. (St.) | Deutscher Titel | Originaltitel                               | Erstausstrahlung Japan | Deutschsprachige Erstveröffentlichung (D/A/CH) |
| ---------- | --------- | --------------- | ------------------------------------------- | ---------------------- | ---------------------------------------------- |
| 1          | 1a        | -               | 時をかけるローマ人 (Toki wo Kakeru Rōmajin) | 12. Jan. 2012          | -                                              |
| 1          | 1b        | -               | 白鳥の湖 (Hakuchou no Mizu’umi)             | 12. Jan. 2012          | -                                              |
| 2          | 2a        | -               | サンプーハット (Sanpū Hatto)                | 19. Jan. 2012          | -                                              |
| 2          | 2b        | -               | 皇帝の憂鬱 (Koutei no Yuu’utsu)             | 19. Jan. 2012          | -                                              |
| 3          | 3a        | -               | 湯のちから・前篇 (Yu no Chikara (Zenpen))   | 26. Jan. 2012          | -                                              |
| 3          | 3b        | -               | 湯のちから・後篇 (Yu no Chikara (Kouhen))   | 26. Jan. 2012          | -                                              |

#### Serie 2022
| Nr. (ges.) | Nr. (St.) | Deutscher Titel                                  | Originaltitel | Erstausstrahlung Japan | Deutschsprachige Erstveröffentlichung (D/A/CH) |
| ---------- | --------- | ------------------------------------------------ | --- | ---------------------- | ---------------------------------------------- |
| 1          | 1         | Alle Bäder führen nach Rom                       | すべての浴場はローマに通じています (Subete no yokujō wa rōma ni tsūjite imasu)                                               | 28. März 2022          | 28. März 2022                                  |
| 2          | 2         | Der Thermenarchitekt, der durch die Zeit sprang  | 時をかける銭湯。 (Tokiwokakeru sentō)                                                                                        | 28. März 2022          | 28. März 2022                                  |
| 3          | 3         | Lucius baut ein Freibad                          | ルシウスは露天風呂を作ります。 (Rushiusu wa rotenburo o tsukurimasu)                                                         | 28. März 2022          | 28. März 2022                                  |
| 4          | 4         | Lucius baut ein Bad für zu Hause                 | ルシウスビルドと屋内風呂。 (Rushiusubirudo to okunai furo.)                                                                  | 28. März 2022          | 28. März 2022                                  |
| 5          | 5         | Lucius baut ein Bad im Palast Kaiser Hadrians    | ルシウスがハドリアヌス皇帝の別荘に風呂を建てる (Rushiusu ga hadorianusu kōtei no bessō ni furo o tateru)                     | 28. März 2022          | 28. März 2022                                  |
| 6          | 6         | Lucius baut eine Fußbodenheizung                 | ルシウスが岩盤スパを建設 (Rushiusu ga ganban supa o kensetsu)                                                                | 28. März 2022          | 28. März 2022                                  |
| 7          | 7         | Lucius in der Edo-Zeit                           | ルシウスは江戸時代の東海道に登場 (Rushiusu wa Edo jidai no tōkaidō ni tōjō)                                                  | 28. März 2022          | 28. März 2022                                  |
| 8          | 8         | Lucius lernt japanische Baderegeln               | ルシウスは日本で入浴マナーを学ぶ (Rushiusu wa Nihon de nyūyoku manā o manabu)                                                | 28. März 2022          | 28. März 2022                                  |
| 9          | 9         | Lucius trifft einen Architektenkollegen in Japan | 「ルシウス、平たいルシウス、平たいルシウス、平たいルシウス (`Rushiusu, hiratai rushiusu, hiratai rushiusu, hiratai rushiusu) | 28. März 2022          | 28. März 2022                                  |
| 10         | 10        | Lucius baut ein Spaßbad                          | ルシウスがテーマバスを作る (Rushiusu ga tēmabasu o tsukuru)                                                                  | 28. März 2022          | 28. März 2022                                  |
| 11         | 11        | Lucius baut ein Thermendorf                      | ルシウスが温泉街を建てる (Rushiusu ga onsen machi o tateru)                                                                  | 28. März 2022          | 28. März 2022                                  |

## Realverfilmungen
Nach einem Drehbuch von Shōgo Mutō und unter der Regie von Hideki Takeuchi entstand eine Realverfilmung des Mangas. Die Hauptrolle übernahm Hiroshi Abe und die Musik komponierte Norihito Sumimoto. Der Film kam am 28. April 2012 in die japanischen Kinos. Die Kinobesucher erhielten eine Sonderausgabe des Mangas. Es folgten internationale Aufführungen bei mehreren Festivals. 2014 folgte ein zweiter Film, erneut mit Hiroshi Abe in der Hauptrolle und Takeuchi als Regisseur, aber nun mit einem Drehbuch von Hiroshi Hashimoto. Der Film kam am 26. April 2014 in die japanischen Kinos und wurde danach bei einigen internationalen Festivals gezeigt.

## Rezeption
Der Manga war in Japan ein kommerzieller Erfolg. Der erste Band war 2010 mit über 340.000 Verkäufen auf Platz 44 der meistverkauften Bände in der ersten Jahreshälfte, und landete dann in der zweiten Jahreshälfte mit 585.000 Verkäufen auf Platz 33. Im Jahr 2011 war die Serie als ganzes mit etwas über 1 Million verkauften Bänden auf Platz 48 der erfolgreichsten Serien. 2012 stand dann der vierte Band auf Platz 18 der meistverkauften Bände des Jahres, mit über 720.000 verkauften Exemplaren. Die Serie als ganzes verkaufte in dem Jahr 2,2 Millionen Bände und stand damit auf Platz 19 in Japan. Band 6, der Abschlussband, war mit über 530.000 Verkäufen auf Platz 72 der meistverkauften Manga-Bände 2013.
2010 gewann der Manga den Manga Taishō sowie den Osamu-Tezuka-Kulturpreis für Kurzmanga. 2012 folgte eine Nominierung als Bester Comic beim Festival International de la Bande Dessinée d’Angoulême.